# Trachyandra
Trachyandra là một chi thực vật thuộc họ Asphodelaceae.
Bao gồm các loài:
- Trachyandra erythrorrhiza, (P.Conrath) Oberm.
- Trachyandra peculiaris, (Dinter) Oberm.

## Hình ảnh

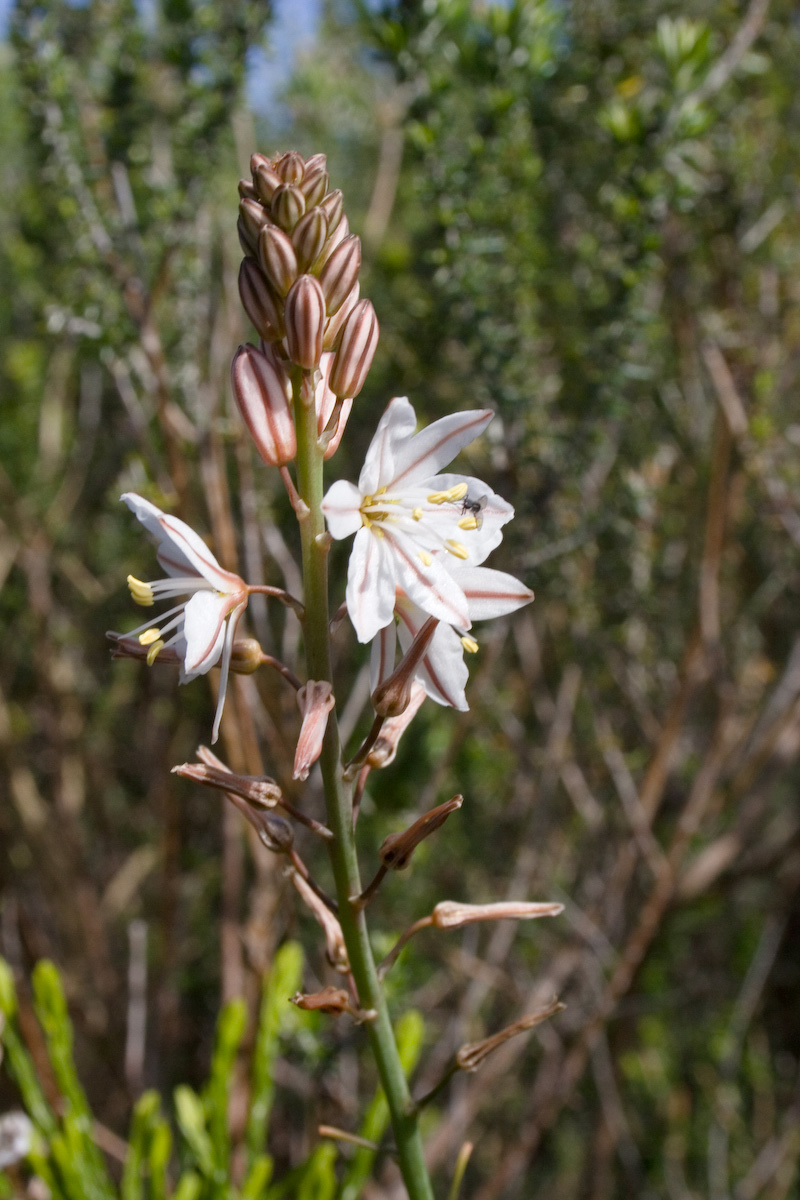